# Дьяченко, Яков Васильевич
Я́ков Васи́льевич Дьяче́нко (21 марта [2 апреля] 1817, Полтавская губерния — 26 марта [7 апреля] 1871, бухта Посьет) — полковник (1869), первостроитель Хабаровска.
Исследователем Дальнего Востока, географом и писателем М. И. Венюковым (1832—1901) охарактеризован как «один из наиболее полезных деятелей по заселению Амура».

## Биография
Яков Васильевич Дьяченко родился 21 марта 1817 года в дворянской семье в Полтавской губернии. Образование получил в частных учебных заведениях.
16 апреля 1832 года поступил на военную службу унтер-офицером в Тираспольский конно-егерский полк, после расформирования которого 31 мая 1833 года переведён в Финляндский драгунский полк. 29 октября 1833 года переведён в Новомиргородский уланский полк.
24 октября 1835 года за отличие по службе произведён в корнеты.
4 сентября 1837 года за отличие по службе произведён в поручики.
23 мая 1841 года по прошению уволен от службы по болезни в чине штаб-ротмистра.
16 марта 1852 года по прошению вновь принят на службу поручиком и направлен в 13-й Сибирский линейный батальон (с 24 декабря 1858 года переименован в 3-й Восточно-Сибирский линейный батальон), куда прибыл 12 июня 1852 года.
В 1853 года назначен заведующим двумя ротами.
25 декабря 1853 года — командирован в Москву.
19 декабря 1855 года на вакансию произведён в штабс-капитаны. В Омске объявлено приказом по Отдельному Сибирскому корпусу 9 января 1856 года.
В декабре 1855 — феврале 1856 года совершил переход из Верхнеудинска в Шилкинский завод. За заботу о подчинённых (две вышеупомянутые роты) и распорядительность во время похода получил благодарность от командующего войсками, расположенными в Восточной Сибири.
20 октября 1856 года получил благодарность в приказе по войскам в Восточной Сибири за организацию конвойного отряда и поход Шилкинский завод — Усть-Зейский пост (на Амуре) — Шилкинский завод.
28 декабря 1856 года за участие в снаряжении и сплаве тяжестей 3-й Амурской экспедиции объявлено Монаршее благоволение.
В 1857 году генерал-губернатором Восточной Сибири назначен заведующим четырьмя ротами 3-го Восточно-Сибирского линейного батальона, находившимися на Амуре для устройства конных казаков.
16 апреля 1857 года за отличия по службе произведён капитаном.
2 ноября 1857 года награждён орденом Св. Анны 3-й степени.
23 февраля 1858 года назначен командующим (временно исполняющим должность (ВрИД) командира) батальоном.
3 июля (21 июня) 1858 года возглавил высадку 13-го Сибирского линейного батальона на берегу Амура и строительство (под командованием подпоручика Петра Монастыршина и под общим руководством капитана Якова Дьяченко) селения Хабарово/Хабаровка (позднее г. Хабаровск).
6 октября 1858 года генерал-губернатором Восточной Сибири «поручено главное заведование вновь появившимся Уссурийским батальоном Амурского казачьего войска и заведование туземцами, живущими до Горина вниз по Амуру».
18 сентября 1859 года генерал-губернатором Восточной Сибири поручено заведовать устройством вновь вольно переселившихся из внутренних губерний России казённых крестьян. В течение года исполнял эти обязанности до прибытия назначенного исправника.
24 октября 1859 года за отличие по службе произведён майором с утверждением командиром батальона.
22 мая 1861 года за отличие по службе произведён подполковником.
12 января 1862 года утверждён командиром 4-го Восточно-Сибирского линейного батальона.
2 июля 1862 года назначен командующим (временно исполняющим должность (ВрИД) командира) Уссурийским пешим батальоном Амурского казачьего войска, командиром которого утверждён высочайшим приказом 10 февраля 1863 года (батальон дислоцировался в ст. Казакевичевой).
2 мая 1865 года за отлично-усердную службу награждён орденом Св. Станислава 2-й степени.
18 февраля 1866 года назначен начальником Новгородского поста (бухта Посьет), в этой должности утверждён высочайшим приказом 2 апреля 1866. Новгородская постовая команда осуществляла охрану Приморья, содержала посты во Владивостоке, в бухте Находка, в заливе Стрелок, урочище Вяземском и станице Верхнее-Бельцовой.
В 1868 году Приморье подверглось нападению крупных банд хунхузов (китайских бандитов), в разгроме которых активно участвовал Я. В. Дьяченко.
20 июля 1869 года за отличие по службе произведён полковником.
Согласно свидетельству о смерти, «Начальник Новгородской постовой команды полковник Дьяченко… 26 марта 1871 года умер от острого катарального воспаления мельчайших ветвей дыхательного горла». Место захоронения неизвестно.

## Награды
- Медаль «В память Крымской войны 1853—1856 гг.».
- 2 ноября 1857 года — Орден Св. Анны 3-й степени.
- 2 мая 1865 года — Орден Св. Станислава 2-й степени. Приказ военного министра по иррегулярным войскам № 55 от 14.06.1865 г. был объявлен по войскам и военным управлениям Восточной Сибири. Приказ (Корсакова) № 386 от 13.08.1865 г.

## Семья
Согласно Послужному списку, был дважды женат (первый брак заключён в октябре 1841 года). Вторым браком был женат на купчихе Афимье Константиновой Захаровой.
От первого брака 6 июля 1842 года родился сын Владимир.

## Память
30 мая 2008 года в городе Хабаровске, в честь 150-летия со дня образования города, открыт бронзовый монумент Якову Дьяченко.
Четырёхметровый монумент изготовил московский скульптор А. И. Рукавишников. Поскольку реальный портрет Дьяченко неизвестен, скульптор создал собирательный образ военного середины XIX века. Бронзовый капитан Дьяченко установлен на гранитном постаменте лицом к Амуру, недалеко от места высадки его батальона, в районе улицы Шевченко (пересечение с улицей Арсеньева), которая полтора века назад стала первой улицей нового города. Увековечить память первостроителя помогли пожертвования хабаровчан — они собрали почти 1,9 миллионов рублей.
Имя Якова Дьяченко носит переулок в исторической части Хабаровска.

## Интересные факты
В советском фотоальбоме о Хабаровске, в рубрике «Их имена в истории города», биография Якова Дьяченко была ошибочно проиллюстрирована фотографией 1905 года тогда ещё полковника Николая Третьякова, из группового снимка офицеров 5-го Восточно-Сибирского стрелкового полка, бывшего в Порт-Артуре. Изображение Дьяченко до сих пор не найдено.
Краевед и военный топограф, член РГО, почётный член ВООПИиК Григорий Лёвкин считал, что основателем Хабаровска является не Яков Дьяченко, а генерал-губернатор Восточной Сибири Николай Муравьёв. Муравьёв прибыл на Усть-Уссурийский пост Казакевичева 31 мая (12 июня по новому стилю) 1858 года и убедился в недостаточности территории для размещения около устья р. Уссури селения. 31 мая по старому стилю — считается днём основания Хабаровска и празднуется ныне как День города.
3 июня 1858 года 13-й линейный батальон отправился из ст. Усть-Зейской (Благовещенская, ныне г. Благовещенск) в селение Хабарово/Хабаровка. Именно 3 июня 1858 года Н. Н. Муравьёв окончательно принял решение о месте расположения 13-го линейного батальона «в д. Бури» («д.», то есть «деревня», а не военный пост Хабарово/Хабаровка) на р. Амур (в районе будущего Хабаровска).
Только 21 июня 1858 года 13-й Сибирский линейный батальон во главе с Яковом Дьяченко высадился на берегу Амура для строительства селения Хабарово/Хабаровка. Поэтому капитан Дьяченко никак не мог оказаться на Амурском утёсе, куда поместил его писатель Николай Наволочкин 19 мая 1858 года (ссылаясь, что это дата по старому летосчислению, и прибавляя 12 дней, получая 31 мая). Постовая команда в Хабаровке и п. Хабаровка появились только после Именного Указа Российского императора Александра II от 18 апреля 1867 года.